# 奇術探偵ジョナサン・クリーク
『奇術探偵ジョナサン・クリーク』（きじゅつたんていジョナサン・クリーク、原題：Jonathan Creek）は、イギリスのミステリ・ドラマシリーズ。BBCで、テレビシリーズとしては1997年から2004年まで放送。その後、2009年にスペシャル版が放送された。
日本では、2009年4月から9月までミステリチャンネルで通常シーズン版が、10月にスペシャル版が放送されている。

## あらすじ
主人公のジョナサン・クリークは、大物マジシャンのアダムのもとでマジックの仕掛けを考えることを生業としている不思議な雰囲気の青年。そんな彼に、ジャーナリストの中年女性マドリンが、毎回不可解な事件を持ち込むが、ジョナサンは名探偵ぶりを発揮して、見事に謎を解き明かす。
レギュラー俳優の2人はコメディアンであり、コミカルな要素が組み込まれている。また、被害者（あるいは容疑者）となるのは毎回、個性的な経歴の（作中での）知名人である。
シーズン4からはマドリンにかわり、2001年のスペシャル版でジョナサンと知り合った犯罪番組の司会者カーラが、コンビを組んでいる。また、2009年のスペシャル版からは、謎解きのWebsightを運営する女性ジョーイがジョナサンとコンビを組んでいる。
劇中、露骨な性的表現が加味されているところも作品の特徴。

## キャスト
- アラン・デイヴィス (俳優)：ジョナサン・クリーク
- キャロライン・クエンティン（シーズン3まで）：マドリン・マゲラン
- ジュリア・サワラ（2001年スペシャル版から）：カーラ・ボレーゴ
- シェリダン・スミス（2009年スペシャル版から）：ジョーイ・ロス
- スチュワート・ミリガン（シーズン2から）：アダム・クラウス（シーズン1の第1話のみ、アンソニー・スチュワート・ヘッドが演じた））

## スタッフ
- 製作：ヴェリティ・ランバート（シーズン4まで）
- 脚本：デイヴィッド・レンウィック

## エピソード

### シーズン1（1997年）
1. 「闇からの銃弾」前編・後編 The Wrestler's Tomb
2. 「開かない箱」 Jack in the Box
3. 「侵入した死体」 The Reconstituted Corpse
4. 「消えた訪問者」 No Trace of Tracy
5. 「密室の刀」 The House of Monkeys

### シーズン2（1998年）
1. 「死への誘引」 Danse Macabre
2. 「時は待たない」 Time Waits For Norman
3. 「30秒のトリック」 The Scented Room
4. 「死人が犯した殺人」前編 The Problem at Gallows Gate (Part 1)
5. 「死人が犯した殺人」後編 The Problem at Gallows Gate (Part 2)
6. 「ふたつの裁き」 Mother Redcap

### シーズン3（1999年-2000年）
1. 「悪魔の仕業」 The Curious Tale of Mr Spearfish
2. 「完璧すぎるアリバイ」 The Eyes of Tiresias
3. 「寒い国から来た物体」 The Omega Man
4. 「亡霊の鍛冶屋」 Ghost's Forge
5. 「ジャッキーと会った夕暮れ」 Miracle in Crooked Lane
6. 「這い上がった死体」 The Three Gamblers

### シーズン4（2003年-2004年）
1. 「最期の言葉」 The Coonskin Cap
2. 「マリアの髪」 Angel Hair
3. 「仕立て屋の人形」 The Tailor's Dummy
4. 「欺いた砂浜」 The Seer of the Sands
5. 「閉じ込められた希望」 The Chequered Box
6. 「不吉な像」 Gorgon's Wood

## スペシャル版

### クリスマス・スペシャル（1998年）
- 「窓の向こう側」 Black Canary

### クリスマス・スペシャル（2001年）
- 「特別な存在」 Satan's Chimney

### ニューイヤー・スペシャル（2009年）
- 「悪夢の部屋」 The Grinning Man

### イースター・スペシャル（2010年）
- 「怨恨の木」 The Judas Tree